# Welcome to the Neighbourhood
Welcome to the Neighbourhood es el séptimo álbum del cantante Meat Loaf realizado en 1995 después del exitoso disco Bat Out of Hell II: Back into Hell. El álbum ganó platino en los Estados Unidos y Gran Bretaña.
Tres canciones fueron publicadas del álbum: "I'd Lie for You (And That's the Truth)" (a duet with Patti Russo), "Not a Dry Eye in the House" and "Runnin for the Red Light (I Gotta Life)." Los dos primeros alcanzaron el puesto 2 y 7 respectivamente en las listas de Gran Bretaña, mientras el último alcanzó el puesto 21. 

## Lista de canciones
| N.º | Título                                                                            | Escritor(es)                                                        | Duración |  |
| 1.  | «Where the Rubber Meets the Road»                                                 | Sarah Durkee / Paul Jacobs                                          | 4:57     |  |
| 2.  | «I'd Lie for You (And That's the Truth)» (dueto con Patti Russo)                  | Diane Warren                                                        | 6:41     |  |
| 3.  | «Original Sin»                                                                    | Jim Steinman                                                        | 5:56     |  |
| 4.  | «45 Seconds of Ecstasy» (cantada por Susan Wood)                                  | Martha Minter Bailey                                                | 1:06     |  |
| 5.  | «Runnin' for the Red Light (I Gotta Life)»                                        | Sarah Durkee / Meat Loaf / Patti Russo / Harry Vanda / George Young | 3:59     |  |
| 6.  | «Fiesta de las Almas Perdidas»                                                    | Jeff Bova                                                           | 1:27     |  |
| 7.  | «Left in the Dark»                                                                | Jim Steinman                                                        | 7:13     |  |
| 8.  | «Not a Dry Eye in the House»                                                      | Diane Warren                                                        | 5:54     |  |
| 9.  | «Amnesty is Granted» (dueto con Sammy Hagar)                                      | Sammy Hagar                                                         | 6:09     |  |
| 10. | «If This Is the Last Kiss (Let's Make It Last All Night)» (dueto con Patti Russo) | Diane Warren                                                        | 4:34     |  |
| 11. | «Martha»                                                                          | Tom Waits                                                           | 4:40     |  |
| 12. | «Where Angels Sing»                                                               | Stephen Allen Davis                                                 | 6:09     |  |

- Datos: Q1807078